# Luis Manuel Rojas
Luis Manuel Rojas Arreola (Ahualulco de Mercado, Jalisco; 21 de septiembre de 1870-Ciudad de México, 27 de febrero de 1949) fue un abogado, periodista y político mexicano, partidario de la Revolución mexicana.

## Semblanza biográfica
Fue el segundo de los cinco hijos del matrimonio formado por Anastasio Rojas Topete y de Antonia Arreola Ocampo. Estudió en la Escuela de Leyes de Guadalajara, Jalisco; fue elegido diputado federal a la XXVI Legislatura en 1912, siendo parte del llamado bloque renovador que apoyó irrestrictamente al presidente Francisco I. Madero; fue uno de los cinco únicos diputados (Escudero, Pérez, Alardín y Hurtado Espinoza) que se negaron a aceptar las renuncias de Madero y del vicepresidente José María Pino Suárez.
Fue masón grado 33 de la logia de México junto a su mejor amigo, Agustín González Barajas, que intercedierón inútilmente ante Félix Díaz y Henry Lane Wilson, quienes también eran masones, para intentar salvar la vida de Madero y Pino Suárez. Acusó públicamente al embajador de Estados Unidos en México, Henry Lane Wilson, del asesinato de Madero y Pino Suárez lo que le valió amenazas de muerte. Cuando Victoriano Huerta disolvió la Cámara de Diputados en 1913 fue encarcelado.

Yo acuso a Mr. Henry Lane Wilson, embajador de los Estados Unidos en México, ante el honrado criterio del gran pueblo americano, como responsable moral de la muerte de los señores Francisco I. Madero y José María Pino Suárez, que fueron elegidos por el pueblo, presidente y vicepresidente de la República mexicana, en 1911.
[...]
Yo acuso al embajador Wilson de haber mostrado parcialidad en favor de la reacción, desde la primera vez que don Félix Díaz se levantó en armas en Veracruz.
[...]
Yo acuso al embajador Wilson de haber observado una doble conducta; pues una fue su actitud efectiva acerca de los nuevos poderes, y otra la que aparentó ante los señores Madero y Pino Suárez.
[...]
Luis Manuel Rojas, 23 de febrero de 1913

Se unió a Venustiano Carranza, quien lo nombró director general de la Biblioteca Nacional, luego jefe del Departamento de Bellas Artes y enviado diplomático a Guatemala, le correspondió ser presidente del Congreso Constituyente de 1916 a 1917.
Luis Manuel Rojas fue un gran impulsor de la biblioteconomía en México, durante sus periodos al frente de la Biblioteca Nacional, cambió el sistema de clasificación de Namur por el de Melvil-Dewey y sustituyó los catálogos de libros por cédulas bibliográficas. Fue director del periódico El Universal y maestro de Derecho Constitucional en la Universidad Nacional Autónoma de México (UNAM).